# Rhode (Familienname)
Rhode ist ein deutscher Familienname.
- Adolf Rhode (1815–1891), deutscher Politiker (NLP)
- Alfred Rhode (1896–1978), deutscher Judoka
- Ambrosius Rhode (1577–1633), deutscher Mathematiker, Astronom und Mediziner
- Anna-Christine Rhode-Jüchtern (* 1944), deutsche Musikwissenschaftlerin
- Arthur Rhode (1868–1967), deutscher evangelischer Theologe und Historiker
- Bernhard Rhode (* 1951), deutscher Fußballspieler
- Brandon Joseph Rhode (1979–2010), US-amerikanischer Mehrfachmörder
- Christian Detlev Rhode (1653–1717), deutscher Pfarrer und Prähistoriker
- Deborah L. Rhode (1952–2021), US-amerikanische Rechtswissenschaftlerin
- Ekkehard Rhode (1917–2016), deutscher Manager
- Ferdinand Rhode (1802–1872), deutscher Kaufmann
- Franz Rhode († 1559), deutscher Drucker
- Georgius Rhode († 1600), deutscher Priester, Abt des Klosters Marienfeld
- Gotthold Rhode (1916–1990), deutscher Historiker
- Heinz Rhode (1901–1945), deutscher Jurist und Hochschullehrer
- Helmut Rhode (1915–1995), deutscher Architekt
- Johann Christoph Rhode (1713–1786), deutscher Kartograph
- Johann Friedrich Rhode (um 1705–nach 1769), deutscher Orgelbauer in Danzig
- Johann Gottlieb Rhode (1762–1827), deutscher Religionshistoriker
- John Rhode (1884–1965), britischer Kriminalschriftsteller, siehe Cecil Street
- Karl Rhode (* 1858), deutscher Drechsler und Politiker
- Kim Rhode (* 1979), US-amerikanische Sportschützin
- Lorenz Rhode, deutscher Musikproduzent, Musiker und Komponist
- Marcus Rhode (* 1972), US-amerikanischer Boxer
- Max Rhode (1884–1945), deutscher Komponist und Posaunist
- Max Rhode (* 1971), deutscher Schriftsteller, siehe Sebastian Fitzek
- Paul Rhode (Bibliothekar) (1856–1913), deutscher Bibliothekar
- Paul Rhode (Politiker) (1877–1965), deutscher Politiker (SPD)
- Paul Peter Rhode (1871–1945), deutsch-amerikanischer Geistlicher, Bischof von Green Bay
- Paul Webb Rhode (* 1958), US-amerikanischer Wirtschaftswissenschaftler
- Peter Schmidt-Rhode (* 1952), deutscher Gynäkologe
- Robin Rhode (* 1976), südafrikanischer Streetart-Aktionskünstler
- Rudi Rhode (* 1957), deutscher Theaterschauspieler, Sachbuchautor und Kommunikationstrainer
- Theodor Rhode (um 1572–1625), deutscher Dramatiker, siehe Theodor Rhodius
- Tilman Rhode-Jüchtern (* 1946), deutscher Geographiedidaktiker und Hochschullehrer
- Ulrich Rhode (* 1965), deutscher Jesuit und Hochschullehrer
- Ursula Rhode-Jüchtern (1922–2011), deutsche Kinderbuchautorin und Lehrerin
- Werner Rhode (1884–1951), deutscher Jurist und Politiker
- Werner Rhode (1912) (1912–? nach 1979), deutscher Jurist, Staatsanwalt beim Sondergericht Prag, später Regierungsdirektor im Justizministerium von Schleswig-Holstein

- Will Rhode (* 1972), englischer Autor und Journalist

Siehe auch:
- Rohde (Familienname)